# 少女时代
少女時代（英語：Girls' Generation；：／ Sonyeo Shidae；日语：／ Shōjo-Jidai），是韓國SM娛樂於2007年推出的K-pop女子音樂團體。由隊長太妍、Jessica、Sunny、Tiffany、孝淵、俞利、秀英、潤娥及徐玄9人组成。2014年9月30日Jessica退團後，團體以8人組合活動。少女時代在亞洲及國際擁有廣大的知名度，被譽為韓國的「國民女團」，有女團教科書之稱。亦是首個擁有破億MV的韓國團體。2017年10月9日，Tiffany、秀英及徐玄與SM娛樂合約到期不續約單飛但不退團。2023年8月8日，Sunny與SM娛樂合約到期不續約單飛但不退團。少女時代的子團包括少女時代-太蒂徐於2012年出道，活躍至2016年；少女時代-Oh! GG於2018年出道。

## 歷程

### 出道前
2002年1月20日，秀英離開公司，自行前往日本參加選秀節目《ASAYAN（台譯：五花八門淺草橋）》舉辦的日韓超級偶像雙人試鏡會，秀英在此次比賽中脫穎而出，一舉擊敗了來自韓國的7194名競爭者獲得最後的韓國組優勝，日本方面則由擊敗來自日本的8698名競爭者獲得最後的日本組優勝，同年4月26日，兩人組成雙人女子團體Routeφ出道，出道時適逢日韓共同主辦2002年世界盃足球賽，並接連發佈《Start》、《Painting》等三首團體單曲， 及、《Go Go Happy》、等三首團體副歌。
2003年7月23日，Routeφ解散，秀英返回韓國重新回到SM娛樂當練習生。

### 2007年－2008年

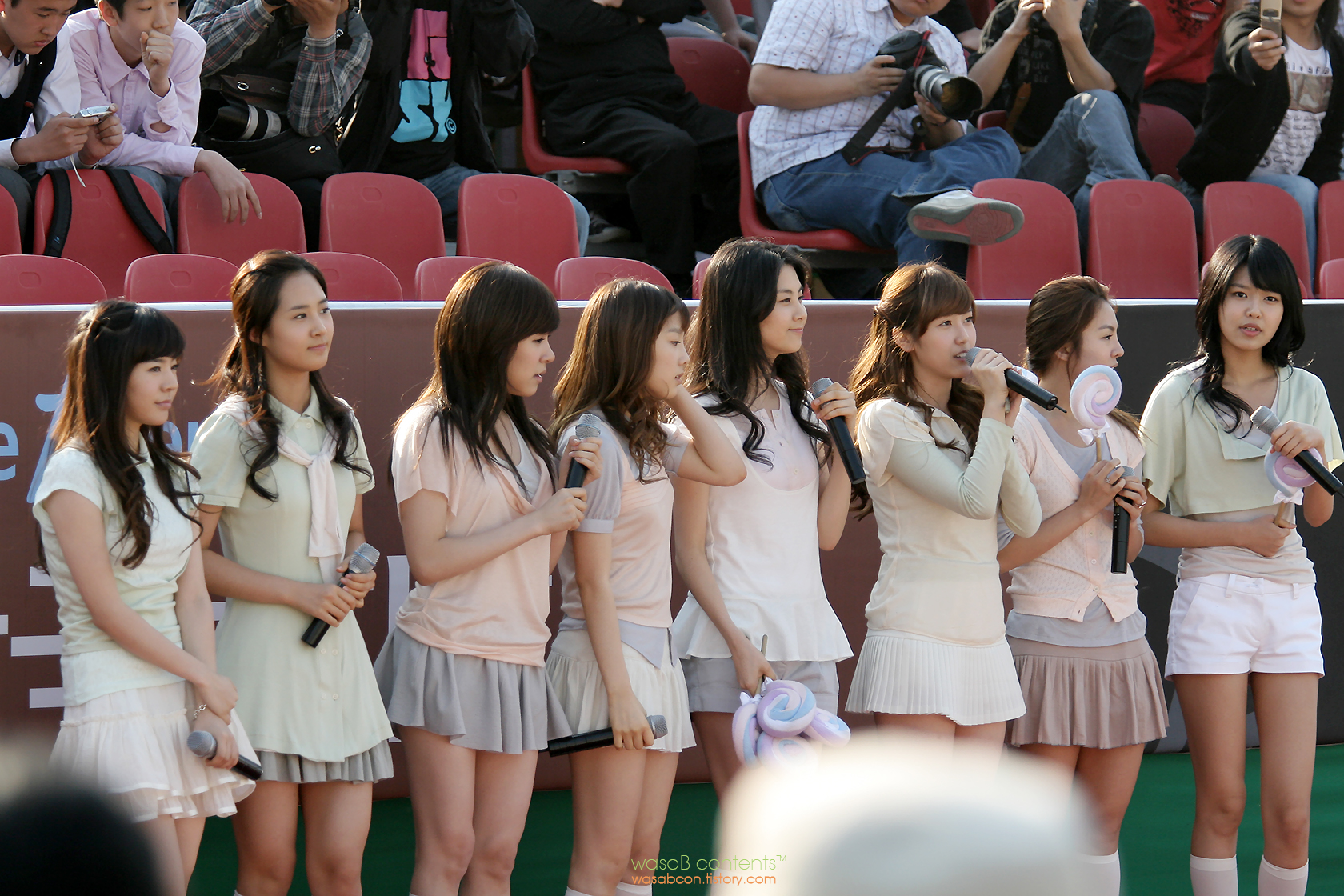
少女時代於5月15日的首爾松坡區的沙灘排球比賽

2007年7月6日，SM娛樂透過UCC逐一發佈少女時代成員，由九名高中生組成女子團體。成員公開次序為潤娥、蒂芬妮、俞利、孝淵、秀英、徐玄、太妍、潔西卡和珊妮，並由太妍擔任隊長。7月16日，團體影像公開後，官方網站發佈成員的個人資料。7月18日，少女時代在Mnet《M! Countdown》非正式舞台，以出道單曲〈再次重逢的世界〉首次亮相。從7月27日起於Mnet播出的真人秀的節目《少女上學去》公開出道過程。
8月2日發佈出道單曲〈再次重逢的世界〉。8月5日在SBS《人氣歌謠》展開宣傳活動。出道歌在8月27日至9月2日為期一週的聚合放送數目共247次而得到一位，在Naver歌手搜索榜第一引起關注。在10月11日的Mnet《M! Countdown》獲得首個一位。
11月1日推出首張同名正規專輯《GIRLS' GENERATION》，同名主打歌〈少女時代（소녀시대；Girls' Generation）〉，是翻唱歌手李承哲在1989年獲得很高人氣的歌〈少女時代〉，重新編曲的〈少女時代〉發佈後隨即引起大眾關注。11月1日在Mnet《M! Countdown》初放送，開始宣傳活動，並在11月25日以主打歌〈少女時代〉於SBS《人氣歌謠》獲得一位。獲得第22屆韓國金唱片獎和第17屆首爾音樂獎的新人獎，2007年新人歌手音源專輯銷量榮登冠軍。
2008年1月13日，少女時代推出後續歌〈Kissing You〉展開活動，在各個音樂節目中獲得一位。歌曲〈少女時代〉和〈Kissing You〉受大眾的喜愛下，3月13日發行改版專輯《Baby Baby》。4月13日的SBS《人氣歌謠》後結束正規一輯活動，成員各自展開個人活動。

### 2009年

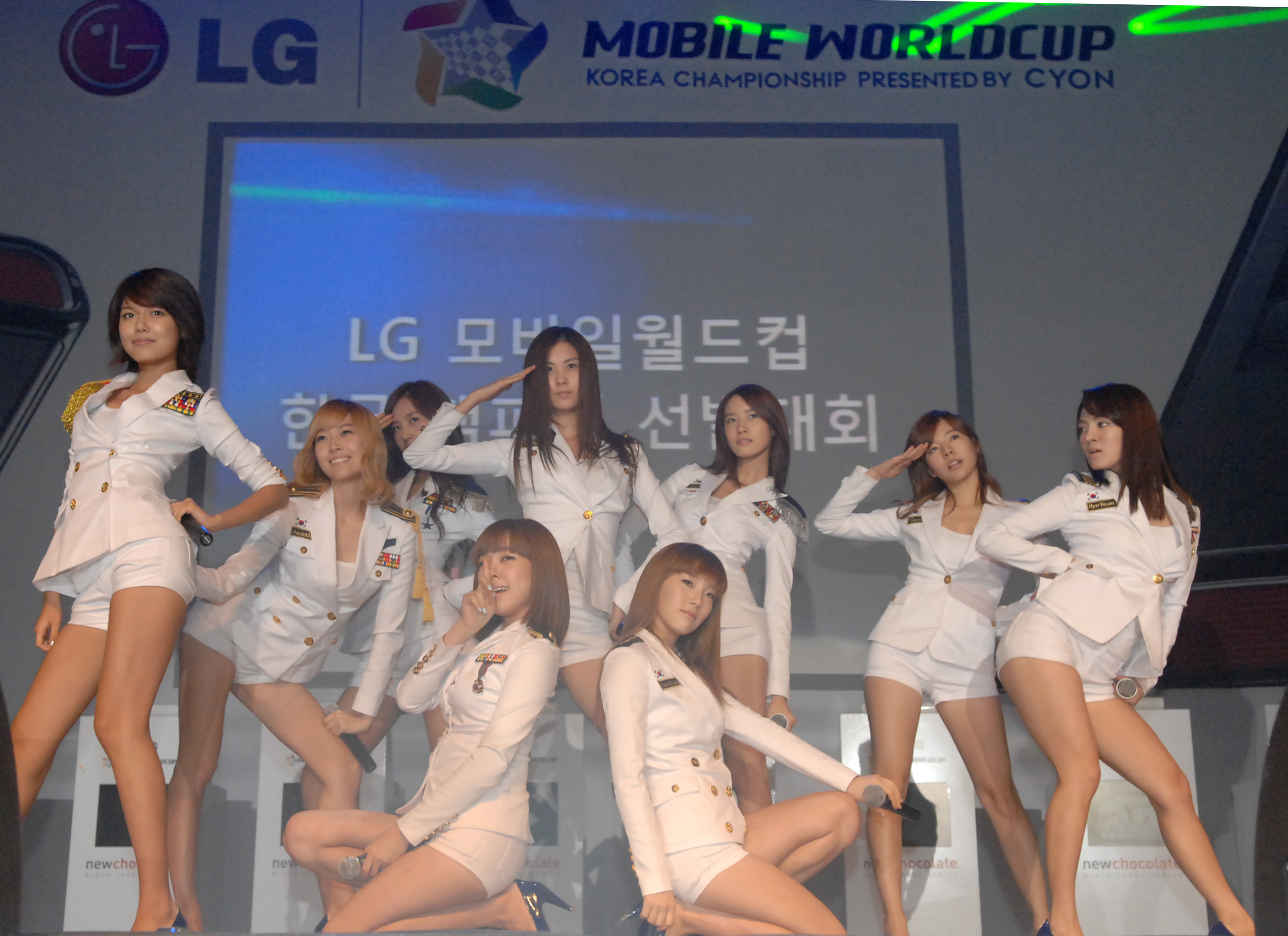
在11月8日於LG移動世界杯表演〈Genie〉的少女時代

在經過九個月的空白期後，少女時代分別於2009年1月5日及1月7日公開首張迷你專輯《Gee》的音源和專輯，1月10日在MBC《Show! 音樂中心》以歌曲〈Gee〉回歸韓國樂壇，歌曲引起極大的熱潮，令少女時代人氣急升。MV在Gom TV首次公開一天後瀏覽次數達100萬次，音源發佈兩天就占據Mnet、MelOn等音源排行榜一位。1月9日，《Gee》首周銷售達2萬4千張，是近年來韓國女歌手銷量最高（原首周初動記錄為李孝利保持）。3月2日〈Gee〉於Mnet排行榜連續9週獲得一位，打破BIGBANG《一天一天》和白智英《像中槍一樣》連續7週一位的紀錄。〈Gee〉在3月13日KBS《音樂銀行》中創下連續9週一位的紀錄，打破Jewelry《One More Time》連續7週一位的紀錄，創造音樂銀行歷史最高記錄（這項紀錄一直保持至2012年11月）。SBS《人氣歌謠》連續3週一位，首次實現三冠王。少女時代穿著的緊身牛仔褲和白色T恤衫，及稱為「螃蟹舞」或「狗腿舞」的舞步在當時成為熱潮。迷你專輯《Gee》賣出了10萬張的銷量；歌曲〈Gee〉在兩個月內手機鈴聲和下載數量超過120萬；Cyworld的Myspace背景音樂使用量超過35萬次；在電台和無線電廣播、有線廣播總共播放1,536次。〈Gee〉在泰國音樂排行榜也是連續6週佔據一位。3月29日的SBS《人氣歌謠》結束第一張迷你專輯活動，之後成員均開始個人活動。
6月22日主打歌曲《說出你願望》的音源釋出四天，就在各排行榜獲得一位。6月25日以第二張迷你專輯《說出你願望》回歸，因專輯封面上的噴射機引起爭議，隨即於四天後發佈修訂版。6月26日KBS《音樂銀行》以〈說出你願望〉回歸，同時〈Gee〉獲得上半年結算一位。7月3日《說出你願望》首週銷售達5萬張，打破《Gee》保持的2萬4千張的專輯銷量。不久《說出你願望》的銷量亦超過10萬張，使少女時代成為在過去的三年中，唯一連續三次唱片銷量超過10萬張的女歌手。7月10日KBS《音樂銀行》、SBS《人氣歌謠》連續2週一位，7月18日MBC《音樂中心》的舞台收視率最高達17.2%，創下最高記錄，至今仍無人打破。《說出你願望》更是泰國的B2S TOP20專輯銷量榜連續4週一位（7月27日至8月23日）。8月，獲得SISAPRESS調查中「2009韓國誰在撼動」第六名，成為繼2002年g.o.d之後史上第二個進入此榜頭10位的歌手組合。12月10日憑《Gee》在金唱片獎奪得音源大賞。12月19和20日，少女時代在首爾展開首次單獨亞洲巡迴演唱會。

### 2010年

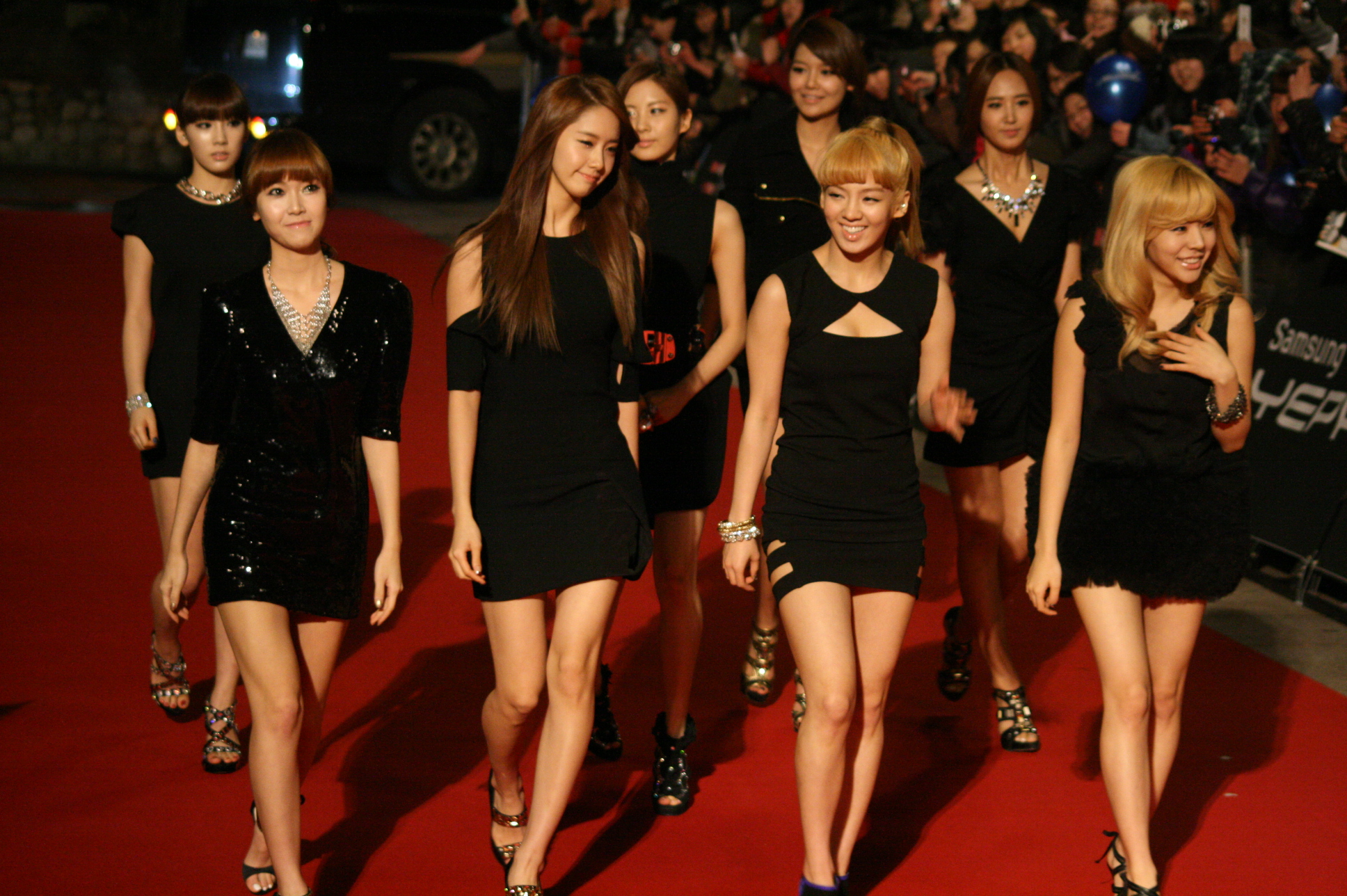
少女時代於金唱片獎的紅地毯上

結束《說出你願望》七個月後，少女時代發行第二張正規專輯《Oh!》。1月25日發佈主打歌〈Oh!〉音源，十分鐘之內就在實時音樂排行榜站上榜首。1月28日專輯正式發行，在韓國預售近15萬張。歌曲在KBS《音樂銀行》連續5週一位、SBS《人氣歌謠》連續3週一位。2月3日，《Oh!》在HANTEO唱片排行榜售出65,532張，成為該榜歷史首周銷量第三位。
3月11日以全新的概念「黑暗少女時代」為主題，陸續公開成員的照片。3月16日，音源網站Bugs獨家發佈MV預告。3月17日，專輯名和主打歌〈Run Devil Run〉公開，歌曲的試聽帶版本來自惡女凱莎（Ke$ha），版權販售給SM娛樂，並隨後由少女時代錄製，MV亦於3月18日公開。歌曲在KBS《音樂銀行》連續2週一位。6月7日推出第一本寫真集《少女（in Tokyo）》銷量達到3萬本。
日本出道
6月11日，SM娛樂宣佈少女時代將會在日本出道。8月25日，少女時代於日本有明競技場舉行日本出道Showcase，正式在日本出道，但因報名人數超出預計，所以官方決定臨時改為3場，總共聚集了22,000人。9月8日推出日本出道單曲〈Genie〉（日語版），在Oricon公信榜單曲日間排行榜取得第五位，9月14日於公信榜單曲週間排行榜取得第四位。在日本出道兩週就首次在告示牌日本音樂獎（Billboard Japan Music Awards）獲提名“優秀流行音樂人2010”。10月17日，日本出道單曲〈Genie〉銷量超過10萬張，獲日本唱片協會所認證的金唱片，刷新了Oricon排行榜上韓國女子組合的各項記錄，這種熱潮不僅在日本大眾文化界，還受到了經濟界的關注。10月20日推出第二張單曲〈Gee〉（日語版），10月26日在Oricon單曲日間排行榜取得一位，11月1日Oricon單曲週間排行榜二位，非日本本土歌手取得Oricon週間排行榜三位之內，是以繼1980年The Nolans的〈Dancing Sister〉30年後首次。另外，少女時代更獲邀請參加不少日本的音樂祭，如富士電視台《FNS歌謠祭》、朝日電視台《Music Station Super Live》等。
刷新記錄
10月16至17日在臺北小巨蛋舉辦「Into The New World」亞洲巡迴演唱會臺灣站，創下非臺灣本土女性藝術家史上觀眾人數最多的記錄。10月9日，少女時代憑藉專輯《Oh!》獲第25屆「韓國金唱片大賞－唱片大賞」，成為韓國史上第一個囊括唱片大賞和音源大賞的歌手，也是史上第一個獲得唱片大賞的女歌手。10月20日，少女時代官方網站公開第三張迷你專輯《Hoot》的概念照。SM娛樂指「Hoot」的意思是「像笑一樣的相聲詞」，而概念是和“007”。《Hoot》在10月27日發售，發售當日取得15萬銷量。11月14日，成員蒂芬妮膝蓋受傷休息兩星期，宣傳活動由其餘8位成員繼續進行。〈Hoot〉在KBS《音樂銀行》連續5週一位，SBS《人氣歌謠》3週一位。Soribada音源排行榜中，連續兩星期的在線和離線市場一位。11月1日，中國中央電視台新聞頻道國際時訊節目播報少女時代的海外新聞發布會，少女時代宣布正式進攻海外市場。12月30日，少女時代在日本唱片大獎獲得新人獎，同時〈Oh!〉在KBS《歌謠大祝祭》榮獲年度歌曲。
2011年1月20日，少女時代獲第20屆首爾歌謠大賞“大賞”，成為韓國史上第一個連續兩屆獲得大賞的女歌手。

### 2011年

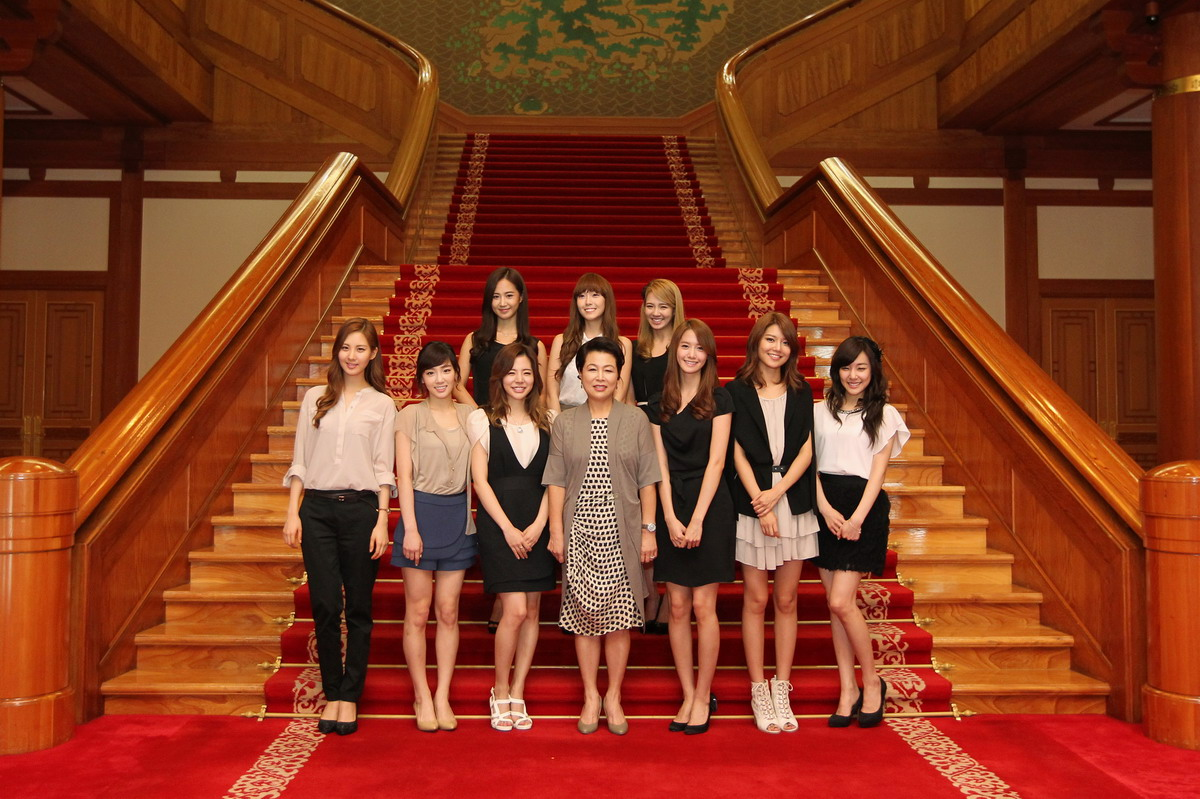
少女時代在8月19日與韩国总统李明博的夫人金润玉的合照

2011年8月，SM娛樂證實少女時代將在9月發行第三張正規韓語專輯，但後來因為成員秀英車禍受傷，專輯延後發行。2011年9月30日SM娛樂表示正在討論國際版專輯的相關問題，所以專輯再度推遲發行，並表示會盡快確認發佈日期。9月30日開始，SM娛樂陸續在YouTube等影音網站發布專輯發行預告的短片。10月13日發布韓語版和英語版16秒試聽版本的預告。10月19日正式發行第三張正規專輯《The Boys》。《The Boys》在Gaon Chart網站的每周專輯榜中獲得第一名。根據韓國網站Gaon Chart的統計，這張專輯是2011年韓國銷售最佳的專輯，在發行後2個半月內售出385,348張。《The Boys》在亞洲地區也獲得不錯的銷售成績，Oricon公信榜顯示出這張專輯在日本地區銷售10萬張以上，獲得第二名。8月19日，时任韩国总统李明博的夫人金润玉亲自邀请少女时代前往韩国总统官邸青瓦台，并獲委任為「韓國訪問年」的宣傳大使。
進軍美國
10月24日，少女時代為參加紐約的SM TOWN演唱會以及歌迷見面會而赴美國。12月8日，正規專輯《The Boys》重新包裝為《MR.TAXI》版發行。12月19日，少女時代在日本富士電視台音樂節目《HEY!HEY!HEY!MUSIC CHAMP》上演唱日語版的〈The Boys〉，之後將這首歌加入12月28日發行的《GIRLS' GENERATION》改版《Re: package Album "GIRLS' GENERATION" ～The Boys～》之中。
2012年1月31日和2月1日，她們分別參加脫口秀《大衛深夜秀》和《Live! with Kelly》的錄影，並獲得音樂界和觀眾一定的迴響，也增加了媒體對其關注度與看好。正規專輯《The Boys》國際版裡面有一首〈The Boys〉英語版，另外還有4首混音版，其中史努比狗狗（Snoop Dogg）也參與了其中一首的製作。其餘曲目皆跟韓國版相同。

### 2012年
子團誕生

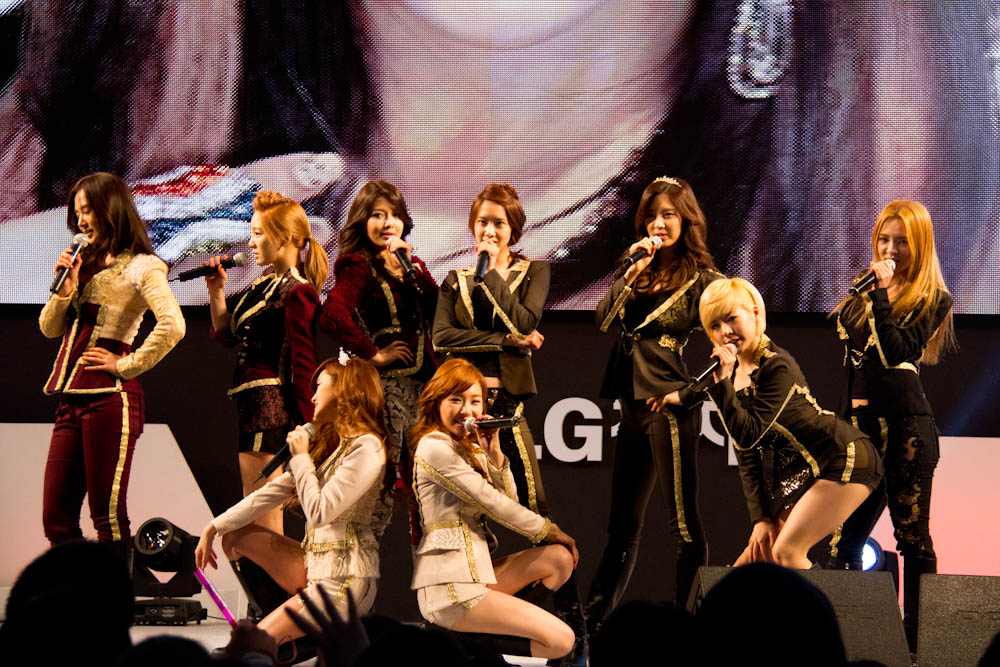
少女時代於4月1日在LG 3D嘉年華會上表演

4月19日，官方宣佈少女時代將推出首個子團體少女時代-太蒂徐，成員包括太妍、蒂芬妮和徐玄，由徐玄擔任隊長。SM娛樂表示，這個子團體以擁有出色嗓音的三位成員所組成，代表少女時代音樂活動的延伸，音樂與概念皆與少女時代不同。少女時代-太蒂徐於4月30日以迷你專輯《Twinkle》正式出道。
5月30日，SM娛樂於官方YouTube公布少女時代最新日語單曲〈PAPARAZZI〉的預告。6月14日，SM娛樂官方Youtube公布〈PAPARAZZI〉的MV。6月27日由環球唱片發售第四張日語單曲《PAPARAZZI》。〈PAPARAZZI〉為少女時代第二首原創日語單曲，由美國知名製作人邁爾斯·沃克（Miles Walker）創作。
9月26日在日本發行新單曲〈Oh!〉（日語版），以及DVD、藍光版本的《GIRLS' GENERATION COMPLETE VIDEO COLLECTION》，隨即在日本公信榜單曲日榜、DVD綜合日榜和藍光光碟日榜上名列第一，是日本第一次有海外藝人能同時佔據三大榜的榜首。
11月21日发行少女時代第六张日语单曲《FLOWER POWER》。单曲原本计划于11月14日发行，之后环球音乐宣布延后1周至11月21日发行。銷量為38,618張，是少女時代首張沒有獲得金唱片認證（出貨10萬張）的日語單曲。

### 2013年
正規四輯

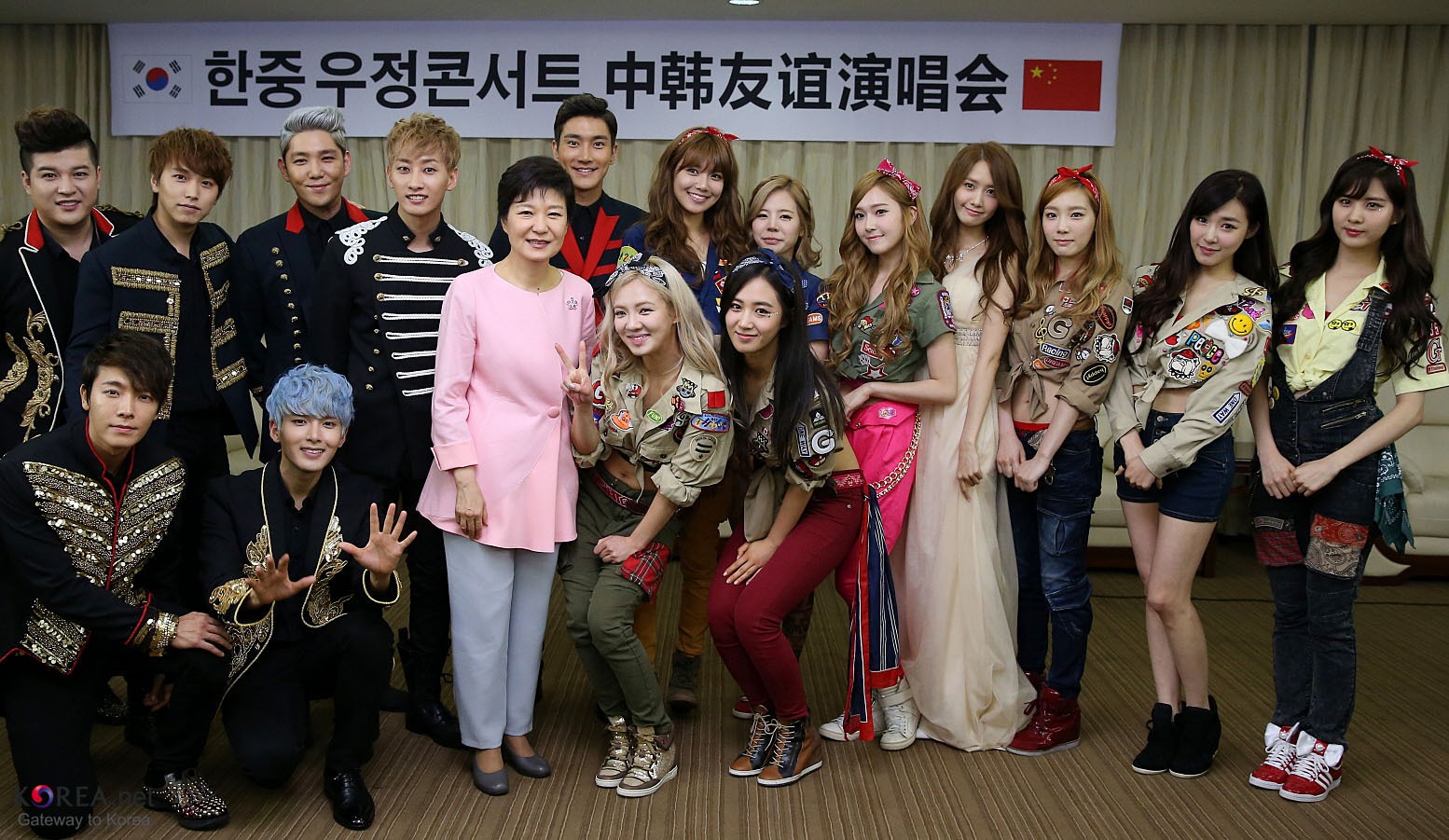
少女時代和Super Junior與韓國總統朴槿惠在6月28日的合照

1月1日正式發行第四張正規專輯《I Got a Boy》。主打歌〈I Got a Boy〉由歐洲頂尖作曲家、知名作曲團隊Dsign Music與韓國作曲家劉英振共同製作，在音源發佈後隨即登上包括Melon、Bugs和Monkey3等音源網站即時榜的一位，專輯收錄曲〈Dancing Queen〉、〈Baby Maybe〉和〈Express 999〉也在即時榜中名列前茅。唱片發行當天隨即登上HANTEO唱片排行榜等實時榜單及每日榜單的第一位。同日，於MBC《少女時代的Romantic Fantasy》首次公開〈Dancing Queen〉初舞台。此曲改編自威爾斯創作歌手黛菲（Duffy）的〈Mercy〉，值得一提的是〈Dancing Queen〉的音源和MV早於2008年製作完成。〈I GOT A BOY〉的MV在公開的短短24小時內，SM娛樂的官方YouTube頻道及Naver TVcast的觀看次數合共達到五百萬，5日後YouTube的觀看次數更達到2000萬點擊。1月4日，美國權威音樂雜誌《告示牌》曾以「少女時代《I Got a Boy》：曲目逐一評論」為題介紹本專輯，顯示對其作品的重視。另外具有國際影響力的MTV、《滾石》雜誌、《時代》雜誌、FUSE TV等美國媒體亦相繼報導《I Got a Boy》，使少女時代成為國際話題。1月19日，《I Got a Boy》更被《告示牌》選定為「全球專輯排行榜」第一位，更連續兩週登上「Korea K-Pop Hot 100」第一位。此外，還在告示牌熱搜榜、YouTube上奪得第二名的好成績，讓人領略到少女時代在全球的超高人氣。《I Got a Boy》專輯的音源、唱片銷量和MV分別橫掃各個排行榜的一位，證實了少女時代的高度人氣與全球影響力。在結束《I Got a Boy》韓國活動後，少女時代專注海外活動，並先後舉辦第二次日本巡迴演唱會《GIRLS' GENERATION ～Girls & Peace～ Japan 2nd Tour》和第一次世界巡迴演唱會《GIRLS' GENERATION World Tour -Girls & Peace-》。前者共舉辦20場演唱會，動員263,400名觀眾。
4月2日，少女時代首張迷你專輯主打歌〈Gee〉的MV觀看次數突破一億，成為少女時代首支破億的MV。同時，〈Gee〉讓少女時代於YouTube上成為首個破億觀看次數的韓國流行音樂團體 。
國際發展
11月3日（美國時間），在美國紐約Pier 36舉辦的第1屆YouTube音樂獎上，少女時代憑藉〈I Got a Boy〉獲得「年度最佳MV」，擊敗Lady GaGa、Justin Bieber等國際知名歌手，成為首次獲得此項殊榮的亞洲組合。隨後，CNN、《華爾街日報》、《今日美國》、ABC、《紐約時報》等美國媒體更以「打敗全世界人氣歌手」為題，讚揚少女時代是名副其實的韓國國家代表、韓國的國寶組合。12月11日，環球唱片正式發行少女時代第三張日語正規專輯《LOVE & PEACE》。第三張日語正規專輯《LOVE & PEACE》收錄了於6月19日發行並以「洗髮舞」成功制造話題的第7张日语单曲 〈LOVE & GIRLS〉、9月18日發行的第8张日语单曲〈GALAXY SUPERNOVA〉、11月5日發行的〈My Oh My〉等歌曲。在唱片發行後隨即登上Oricon專輯週榜冠軍，並且在發行首週獲得129,255張銷售記錄。《LOVE & PEACE》更讓少女時代在日本成為韓國女子組合史上首次在Oricon專輯週榜中兩次登上冠軍的新紀錄。12月22日，在韓國京畿道一山KINTEX第1展示館舉辦了一場《SMTOWN WEEK GIRLS' GENERATION "Marchen Fantasy"》演唱會，當日除了特意準備個人舞台外，還公開2014年的回歸消息與預告視頻。

### 2014年
迷你四輯

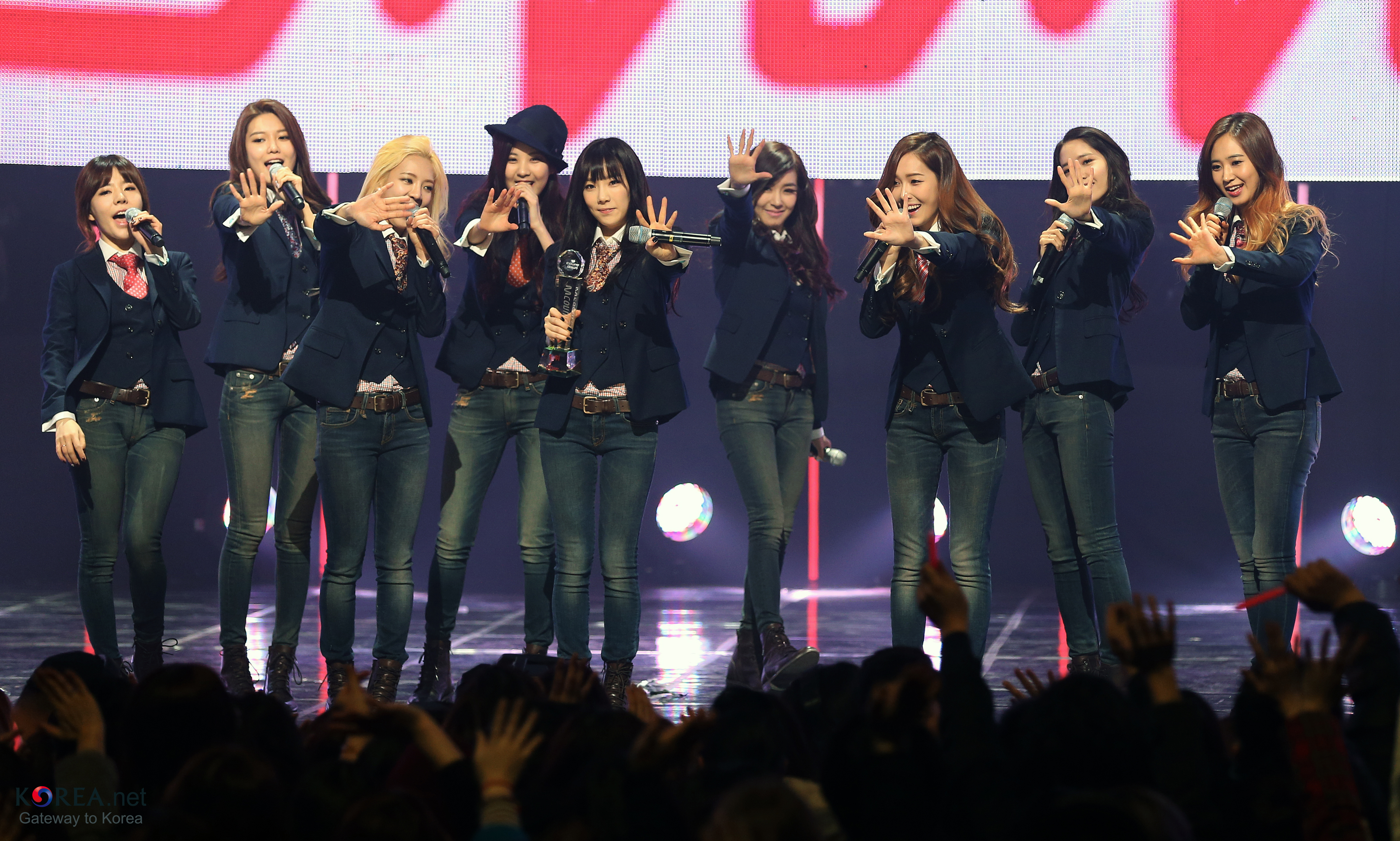
在3月6日的《M Countdown》上表演〈Mr.Mr.〉的少女時代，她們也在該處拿到節目的第一位

2月11日，影片預告〈Mr.Mr.〉上傳到SM娛樂的YouTube官方頻道，這標誌著少女時代將會回歸。影片預告以聽診間為背景，成員化身成護士，引發外界熱烈關注。其後，原定於2月19日發佈第四張迷你專輯《Mr.Mr.》的音源因主打歌〈Mr.Mr.〉的MV檔案數據受損而延後。2月24日，正式發行第四張迷你專輯《Mr.Mr.》的音源。同名主打歌曲是一首R&B音響突出的魅力舞曲，由世界知名團隊The Underdogs所製作。音源發佈後隨即登上包括Olleh Music、Genie、Naver Music等的8個音源網站即時榜的一位。2月28日，透過YouTube公開〈Mr.Mr.〉的MV，並創造了2014年在Youtube公開的K-POP MV史上首位突破1,000萬觀看次數記錄的組合。3月6日，於Mnet《M! Countdown》首次公開展示〈Mr.Mr.〉回歸初舞台。在經濟雜誌《韓國福布斯》（Forbes Korea）發表的韓國福布斯名人榜中，少女時代第3度登上排行榜第一位。2月27日正式發行的第四張迷你專輯《Mr.Mr.》連續兩週登上韓國的Gaon專輯週榜及台灣的FIVE MUSIC韓日週排行榜的冠軍。6月2日，《時代》雜誌發表的「2014年度（至今）最佳歌曲25首」中，主打歌〈Mr.Mr.〉成為亞洲唯一獲選的歌曲。
4月26日，於日本福岡海洋會展中心展開第三次日本巡迴演唱會《GIRLS' GENERATION ～LOVE & PEACE～ Japan 3rd Tour》。自2011年起，少女時代在日本舉行了三次日本巡回演唱會，創下了共舉辦51場演唱會和累積觀眾數目達到55萬名的記錄，成為在韓國女子組合史上動員觀眾最多的記錄。7月23日，正式發行日本首張精選專輯《The BEST》，創下韓國組合史上首次連續兩週登上日本Oricon專輯週榜冠軍的記錄。
7月28日，少女時代第四張正規專輯主打歌〈I Got a Boy〉的MV觀看次數突破一億，成為少女時代第二支破億的MV，同時亦成為在YouTube上觀看次數擁有兩首破億MV的韓國女子偶像團體。7月29日分別以日本首張正規專輯《GIRLS' GENERATION》、第三張正規專輯《LOVE & PEACE》和首張精選專輯《The BEST》創下了除日本外的亞洲女子組合中獲得Oricon公信榜專輯週榜史上最多冠軍的新紀錄。
潔西卡遭退團、太蒂徐回歸
9月18日，少女時代子團體太蒂徐帶著第二張迷你專輯《Holler》回歸。9月28日，少女時代第三張正規專輯主打歌〈The Boys〉的MV觀看次數突破一億，成為少女時代第三支破億的MV。9月中旬，根據媒體報導少女時代九名成員與SM娛樂簽訂的7年合約已經期滿，在到期前全部成員均簽訂了3年的續約合約。然而在9月30日，於中國深圳寶安體育中心展開首場《GIRLS' GENERATION 1st FANS PARTY 『Mr.Mr.』》正式與中國粉絲見面的同時，公司宣布潔西卡不再是少女時代成員，團體以後以八人方式進行活動。12月9日，為紀念少女時代日本出道4週年，首次在東京巨蛋舉行《GIRLS' GENERATION 'THE BEST LIVE' at TOKYO DOME》演唱會，成為繼Kara後第二個在東京巨蛋舉行演唱會的韓國女子組合。

### 2015年

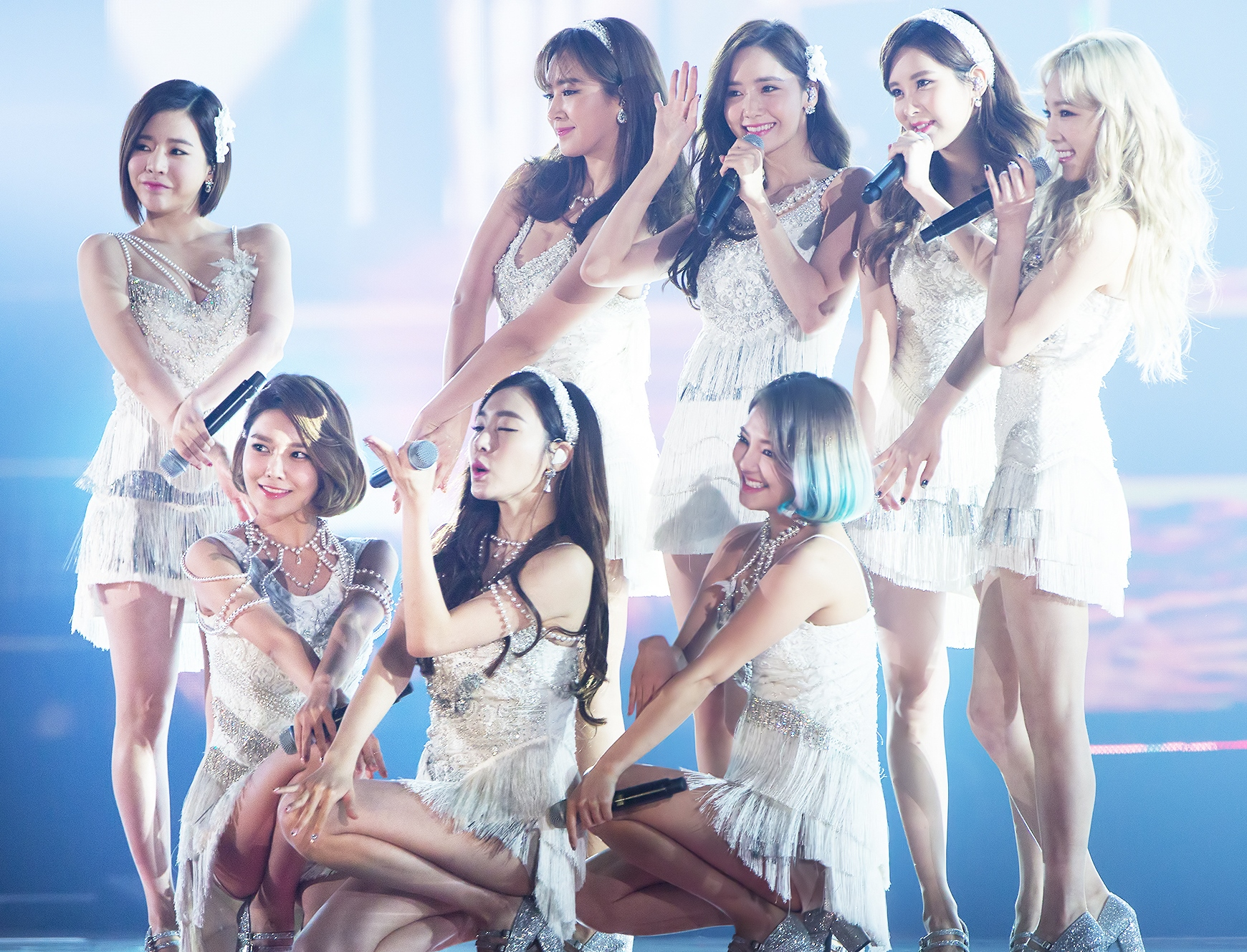
少女時代在12月30日的《KBS歌謠盛典》上表演〈Lion Heart〉

少女時代參加馬來西亞 F1大獎賽賽前演唱會而開始展開今年的行程，潤娥因為拍攝電視劇而未能參與。4月1日起在日本正式發售去年年末舉辦的首場東京巨蛋個唱實況錄影《THE BEST LIVE at TOKYO DOME》。4月8日，Oricon公信榜官網首頁就以「少女時代，東京巨蛋國內公演DVD&藍光光碟奪冠軍，登歷屆國外歌手頂峰」為題報導了這一消息。據4月1日日本公信榜周榜單DVD綜合榜統計，少女時代奪冠，藍光光碟也橫掃綜合榜周榜，DVD和藍光光碟銷售總量登上綜合音樂錄影榜冠軍。第9張日語單曲《Catch Me If You Can》MV於4月10日同時在日本和韓國公開。《Catch Me If You Can》共收錄了2首歌曲－同名主打曲〈Catch Me If You Can〉和B面單曲〈Girls〉，韓語版音源4月10日全線公開，而日語版則於4月22日推出。
4月10日，少女時代第三張改版專輯主打歌《MR.TAXI》的舞蹈版本MV觀看次數突破一億，成為少女時代第四支破億的MV。4月26日於埼玉超級競技場舉行歌迷見面會《SONE JAPAN Limited Party》。5月27日單曲《Catch Me If You Can》獲選為Fuse TV「35張2015年夏天最期待的大碟」之一。
發行正規五輯
7月7日推出第五張正規專輯的先行曲〈PARTY〉，《PARTY》共收錄2首歌曲—〈PARTY〉和〈Check〉，於韓國晚上十點公開音源和〈PARTY〉的MV，席卷韓國8大音源榜，達成實時榜「All Kill」紀錄。截至7月8日，〈PARTY〉在香港、泰國、台灣、新加坡、越南、印尼、馬來西亞等地的iTunes綜合單曲榜榜單上奪冠。而在香港、泰國、台灣、新加坡、越南、印尼、馬來西亞、菲律賓、柬埔寨等九個國家和地區的K-POP單曲榜上，〈PARTY〉也獲得了第一位。而官方〈PARTY〉MV公開不足24小時，在YouTube上的觀看次數就達到400萬，比〈I Got a Boy〉24小時內觀看350萬次數還要快。7月12日，美國著名雜誌《名利場》公佈當週的最佳歌曲是少女時代的〈PARTY〉，原因是自MV放出一星期後，播放量已突破一千萬次。7月17日，在KBS《音樂銀行》以〈PARTY〉獲得出道以來的第100個一位，並於一週內在韓國音樂節目《M! Countdown》、《音樂銀行》、《Show! 音樂中心》、《人氣歌謠》、《THE SHOW》、《Show Champion》先後奪下第一位，共獲得了七個一位獎座。7月24日在KBS《音樂銀行》結束先行曲〈PARTY〉的宣傳舞台，並且準備開始正式宣傳第五張正規專輯。截止2017年6月，〈PARTY〉MV點擊率已突破8,000萬。
8月11日SM娛樂於官方網站釋出第五張正規專輯《Lion Heart》的回歸預告照，12日公開第二波預告照， 14日公開第三波宣傳照與《Lion Heart》的曲目和介紹及同名主打曲〈Lion Heart〉MV預告片， 15日公開〈You Think〉MV預告片。8月18日公開雙主打歌曲之一〈Lion Heart〉的MV，隔天公開另一首主打歌曲〈You Think〉的MV。《Lion Heart》公開出售一週後隨即登上美國告示牌世界專輯排行榜的冠軍，是繼《I GOT A BOY》後第二次以組合形式登上榜首的女子團體歌手。8月21日在KBS《音樂銀行》首次表演〈Lion Heart〉以及〈You Think〉。〈Lion Heart〉在SBS MTV《THE SHOW》、MBC《Show! 音樂中心》、Mnet《M! Countdown》、KBS 2TV《音樂銀行》、SBS《人氣歌謠》等音樂節目共獲得14個一位。
太妍SOLO出道
10月7日，隊長太妍以獨唱歌手的身份正式出道，並發行首張個人專輯。9月30日，SM娛樂表示她的首張SOLO專輯《I》將於10月7日公開全曲音源。這張專輯的同名主打歌〈I〉展現了太妍全新的音樂風格，是一首中節奏流行歌曲，也是她出道以來首次參與作詞的作品，將自己真實的感情、對未來的決心等等寫進歌詞，並由嘻哈歌手Verbal Jint參與說唱部份。這張專輯在10月7日午夜零時公布後橫掃韓國各大音源榜首位，並在13個國家的iTunes專輯榜上獲得冠軍。《I》公開兩天後除了在告示牌排行榜獲第一位，亦同時在Heatseeker榜位居第五，是當年韓國專輯中的最高名次。太妍從10月8日至10月10日先後出演Mnet《M! Countdown》、KBS 2TV《音樂銀行》和MBC《Show! 音樂中心》等音樂節目回歸，共獲得11個一位。同時亦獲得GAON、HANTEO和Synnara三個榜單第一位。10月23日至11月1日，太妍的個人演唱會「非常特別的一天」在SMTOWN的專屬公演場地、首爾三成洞的SMTOWN COEX ARTIUM舉行，原打算開6場，但在門票全數售罄後仍有許多粉絲不斷要求加開場次，主辦方因而決定在29日增設一場，七場演唱會均在短時間內售罄。11月21及22日，少女時代在首爾奧林匹克公園體操競技場舉行了第四次巡迴演唱會“GIRLS' GENERATION 4th TOUR-Phantasia in SEOUL”的首爾場，是韓國女子組合中首個於韓國內舉行四輪單獨演唱會的女子組合。這次四巡演唱會是她們繼2013年6月後，時隔兩年五個月再次在韓國舉行的單獨演唱會，也是少女時代首次以八人組合形式舉行的巡迴演唱會。11月21日，韓國時尚雜誌《CéCi》所舉行的年度女團選舉中，少女時代憑藉高人氣在中國、韓國及泰國三個國家奪冠。而太妍亦在最佳獨唱歌手投票中，以絕對的支持率獲得中國區第一名。
12月4日，少女時代子團體太蒂徐推出了聖誕專輯《Dear Santa》。同名主打歌〈Dear Santa〉是太蒂徐的第一首聖誕歌，並同時發布韓英兩個語言版本，韓文版本由徐玄親自參與作詞。歌詞講述請求聖誕老人讓自己在聖誕期間實現心願，歌曲開頭部分的抒情感和R&B旋律相得益彰，充滿聖誕氣息。12月8日，韓國媒體報導，太妍在少女時代和個人活動期間於音樂電視節目裡共獲得32個冠軍，是2015年歌手最多紀錄。12月18日，韓國媒體亦統計2015年樂壇實體、數位專輯以及獲得排行榜冠軍次數調查，少女時代以〈PARTY〉及〈Lion Heart〉於音樂節目周冠軍拿下21個冠軍稱霸。21日，韓國官方認證音樂榜GAON Chart公開2015年韓國女團成績年末清算，其清算是以2015年1月1日至12月第一周的銷售額和GAON專輯銷量數據（包括團體及個人獨唱活動，但排除參與其他歌手歌曲合唱（featuring）及電影／電視原聲歌曲）為基準，少女時代在音源、專輯及綜合成績三項均位列冠軍。特別在專輯方面，《PARTY》、《Lion Heart》及太妍《I》總共賣出39萬8千張，比第二至四名Apink、f(x)和Red Velvet的銷量總和（約25萬張）還要多。另外，2015年韓國蓋洛普民意調查公開，少女時代在歌手好感度以第三名上榜。而偶像好感度排名方面，太妍和潤娥分別排第三及第八。這是少女時代於2007年出道以來至今連續9年上榜，也是唯一一個長年保持榜前五位置的歌手團體。

### 2016年
各成員为「STATION」献唱
1月28日，SM娛樂社長李秀滿表示，未來一年連續52週，每周都會推出數位音源，與傑出的音樂人、製作人與各大品牌合作，此計劃稱為「SM STATION」。「SM STATION」計畫由太妍打頭陣推出SMTOWN首張數位單曲〈Rain〉，並於同日公開新單曲〈Rain〉預告片。2月3日韓國時間午夜零時公開〈Rain〉的MV，并於2月3日公開2首新數位單曲〈Rain〉和〈Secret〉（秘密）。〈Rain〉是一首融合爵士元素的中節奏歌曲，描繪了已經分手的情侶在雨中回想此前兩人愛情的故事，歌詞中流露著感性。〈Secret〉則是一首旋律悠揚，融合了鋼琴和絃樂的抒情曲，透過歌詞傳達了對始終守護自己的歌迷的謝意。3月9日，潤娥成为「STATION」計畫第五周的主人公。潤娥所唱歌曲〈德寿宫石墙路的春天〉（韓語：덕수궁 돌담길의 봄）于3月11日午夜零時正式在各大音源网站发布。在韩国有“恋人在德寿宫石墙路下走过就会分手”的传说，但此次公开的新曲〈德寿宫石墙路的春天〉讲述的就是即使一起在这条路上走过也绝对不会分手的内容，是一首给予恋人们希望和心动的歌曲。
Tiffany SOLO出道
5月11日，Tiffany以獨唱歌手的身份正式出道，並發行首張個人迷你專輯《I Just Wanna Dance》。5月4日，SM娛樂表示將於5月11日公開專輯完整音源。另外，Tiffany（featuring Simon Dominic）的SM STATION單曲〈Heartbreak Hotel〉也於6月10日公開。6月17日，SM娛樂表示太妍將於6月28日發表繼《I》後的第二張迷你專輯《Why》。6月25日，先行曲〈Starlight〉音源及MV公開。截至6月27日，《Why》的預購量已突破10萬。6月28日，同名主打歌〈Why〉音源及MV公開後，隨即橫掃韓國各大音源榜榜首，並在12個國家的iTunes專輯榜上獲得冠軍。7月26日，SM娛樂表示少女時代團體將會在8月5日特別回歸迎接出道9週年紀念，並將於韓國時間8月5日午夜零時透過SM STATION公開單曲〈Sailing (0805)〉（那個夏天），新曲是由成員秀英親自作詞，是送給粉絲的特別禮物。
8月18日，SM STATION公開俞利、徐玄合作的數位單曲〈Secret〉，為與護髮品牌潘婷的協作歌曲，作為廣告主題曲，二人更參與該品牌的電視及平面廣告。8月26日，孝淵、趙權和miss A成員Min合作的〈Born To Be Wild〉透過SM STATION公開，三位歌手更組成企劃團體Triple T。「Triple」象徵着孝淵、趙權和Min三位歌手，而T除了包含「Trouble」（麻煩）的意思外，亦有「Treat」──為人帶來喜悅的禮物之意。值得一提的是，JYP娛樂創辦人朴軫永很大程度地參與了本曲的製作，除了包辦作曲、作詞、部份說唱，更親自演出了MV。
12月2日，孝淵再次成為SM STATION的（第43位）主角，發行出道以來的第一支個人單曲〈Mystery〉，本曲是一首異國風格的流行歌曲，有節奏的hook和吸引對方的夢幻歌詞為亮點。12月14日，少女時代第二張正規專輯主打歌〈Oh!〉的MV觀看次數突破一億，成為少女時代第五支破億的MV。

### 2017年
徐玄SOLO出道

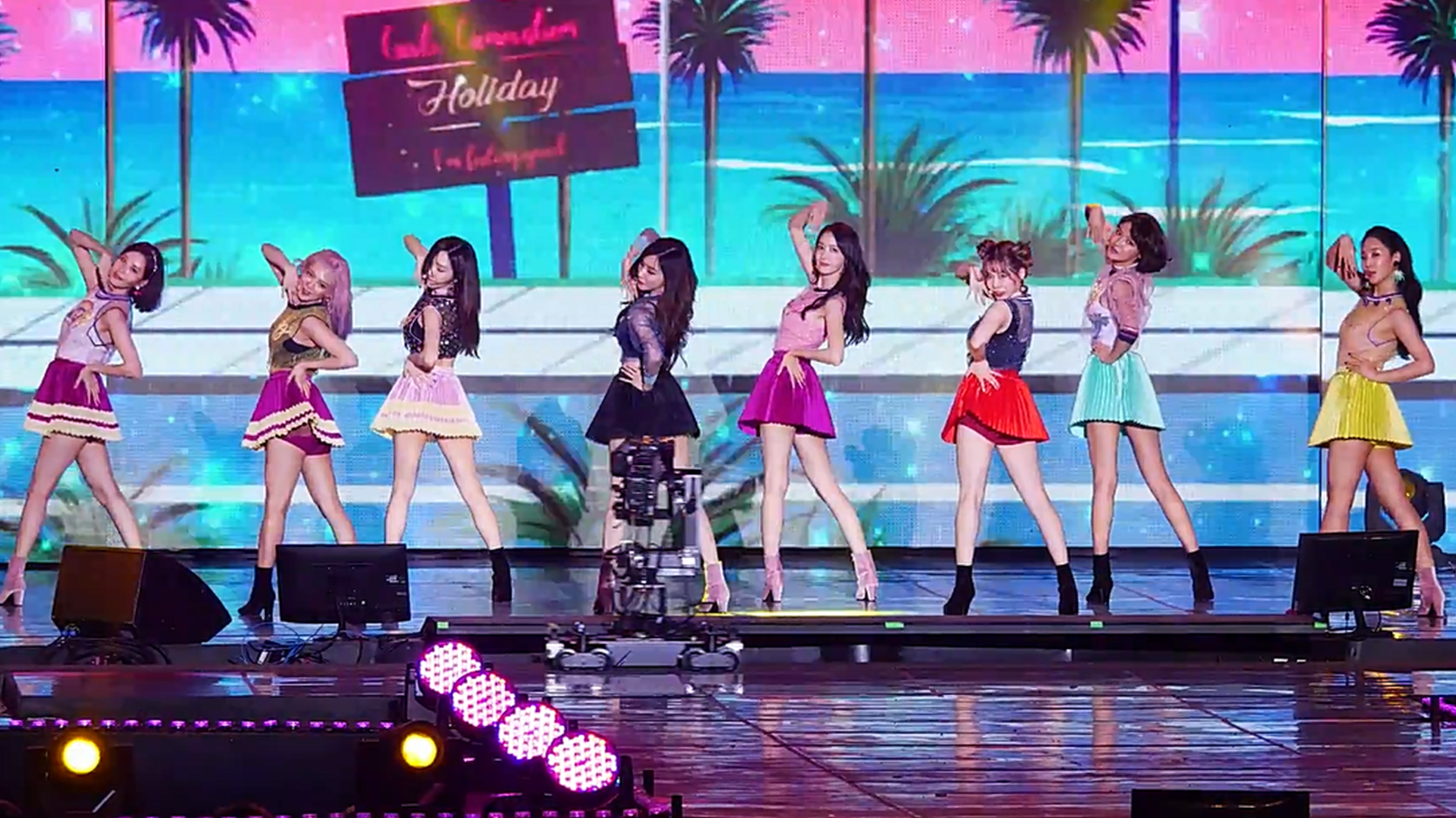
少女時代於8月12日的MBCDMZ和平音樂會上表演〈Holiday〉

1月10日，SM娛樂公開徐玄首張專輯的預告照，預告她將於下周發行首張個人迷你專輯《Don't Say No》。1月17日韓國時間零時公開《Don't Say No》完整音源及同名歌曲的MV。1月18日，徐玄正式以Solo歌手身份出道，並發行個人專輯《Don't Say No》，成為團體第三位solo出道的成員。
太妍、孝淵回歸
2月14日，太妍首張迷你專輯主打歌〈I〉的MV觀看次數突破一億，成為少女時代第六支破億的MV。2月16日，太妍即將發行首張正規專輯《My Voice》， 其中收錄曲〈I GOT LOVE〉MV原定於韓國時間2月18日零時公開，但延遲了一小時公開。2月28日，韓國正午12時正式公開太妍首張正規專輯《My Voice》的完整音源及主打歌〈Fine〉的MV。音源公開後隨即橫掃韓國各大音榜，達成實時All kill的優異成績。6月1日，孝淵以數位單曲〈Wanna Be〉回歸，成為團體第四位solo出道的成員。
十週年發行正規六輯
7月4日，SM娛樂确定将于8月发表第六张正规专辑回归，是自2015年发表第五张正规专辑《Lion Heart》之后时隔两年的回归。7月27日，於韓國凌晨12點釋出十週年回歸的第一支預告，形式比照十年前釋出出道影片的順序，每日釋出一支。官方亦公布正規六輯名為《Holiday Night》，專輯共收錄10首歌曲，於8月4日下午6時公開線上音源，雙主打曲為〈All Night〉及〈Holiday〉，8月7日發售專輯正式回歸。12日SM娛樂表示以13日的SBS《人氣歌謠》來結束僅一週的專輯宣傅活動。
9月8日，潤娥發表新單曲《When The Wind Blows(바람이 불면)》，同時公開韓、中兩個版本。歌曲溫柔的吉他旋律搭上潤娥甜美的歌聲，相當優美，由潤娥親自作詞，歌詞描寫出與心愛的人美好又幸福的回憶，而這也是潤娥出道以來首次挑戰作詞。
Tiffany、秀英、徐玄不與SM娛樂續約
10月9日，Tiffany、秀英及徐玄不與SM娛樂續約，但仍為組合成員。太妍、珊妮、孝淵、俞利及潤娥則完成續約。Tiffany將回到美國留學，秀英及徐玄將專注於演技發展。SM娛樂方面表示：「少女時代對SM和歌迷們來說都是具有重要意義的團體，成員們也都絕無解散意願，只是在有成員合約到期的狀況下，對少女時代往後的活動成員們會慎重的討論後再作出決定。」

11月3日，少女時代第四張正規專輯主打歌〈I GOT A BOY〉的MV觀看次數突破二億，成為少女時代第一支破二億的MV。

### 2018年
1月11日，少女時代憑著慶祝成軍10周年而發行的第六張正規專輯《Holiday Night》獲得第三十二屆韓國金唱片頒獎典禮唱片部門本賞，再次奠定韓國國民女團地位。
2月5日，少女時代首張迷你專輯主打歌〈Gee〉的MV觀看次數突破二億，成為少女時代第二支破二億的MV。
5月4日，SM娛樂公開潤娥數位單曲《To You（致你）》的預告照及公開其個人官網，並於13日釋出。由於《To You》是由李尚順作曲、潤娥作詞的抒情歌，歌詞中融入了住在孝利家民宿的旅客們與李尚順、李孝利夫婦共同創造的回憶，以及民宿方對於離開的客人的心意。同時潤娥也在亞洲地區舉行個人巡迴見面會《So Wonderful Day #Story_1》。
8月20日，太妍進行了IG直播，透露少女時代即將會有應援燈。
8月29日，少女時代第三張正規專輯主打歌〈The Boys〉的MV觀看次數突破二億，成為少女時代第三支破二億的MV。
新分隊少女時代-Oh! GG出道
9月5日，少女時代全新分隊「少女時代-Oh! GG」即將出道，由五位成員組成，分別是太妍、珊妮、孝淵、俞利和潤娥，即為續約SM娛樂的成員們，將在韓國時間9月5日晚間6點發行單曲專輯，收錄兩首歌《Lil' Touch》和《Fermata》。
俞利SOLO出道
9月27日，SM娛樂公開俞利首張迷你專輯《The First Scene》的預告照和回歸行程表，10月4日，韓國時間晚間6點，透過各大音源網發布主打歌《Into You》的音源&MV，俞利正式以Solo出道，成為團體第五位solo出道的成員。幾天後，SM公佈少女時代的官方應援手燈：開啤酒瓶器／臼齒狀應援手燈，是繼後輩女團Red Velvet後，第二隊擁有應援手燈的SM女團。

### 2019年
增加4首破億MV
2019年1月4日，少女時代第五張正規專輯先行歌〈Party〉的MV觀看次數突破一億，成為少女時代第七支破億的MV。
2019年4月10日，少女時代分隊“少女時代-Oh!GG”出道歌〈Lil' Touch〉的MV觀看次數突破一億，成為少女時代第八支破億的MV。
2019年4月29日，少女時代第二張改版專輯主打歌〈Run Devil Run〉的MV觀看次數突破一億，成為少女時代第九支破億的MV。
2019年5月15日，少女時代第五張正規專輯雙主打歌之一〈Lion Heart〉的MV觀看次數突破一億，成為少女時代第十支破億的MV。

### 2020年
成員續約
2020年9月8日，SM娛樂宣佈少女時代-Oh! GG的太妍、珊妮、孝淵、俞利和潤娥共五位成員續約。

### 2021年
時隔四年再度合體參加綜藝
9月1日，八名成員一起參演綜藝劉QUIZ ON THE BLOCK，時隔四年再度合體登上綜藝節目。

### 2022年
孝淵首次發行個人迷你專輯
5月2日，SM娛樂宣布孝淵將於5月16日發行她的第一張迷你專輯《Deep》。於5月7日公佈了宣傳時間表、5月15日發布主打單曲《Deep》的MV預告片、5月16日公開音樂錄影帶。
合體回歸樂壇慶祝出道15週年
5月17日，SM娛樂官方宣佈8月發行出道15週年紀念專輯。
推出八人完全體綜藝紀念出道15週年
7月5日起，每週二播出的團體綜藝節目少時貪探，由少女時代主持，其中徐玄因個人行程問題未能參與前兩集錄製。少時貪探是為了紀念她們出道15週年而推出的團體真人秀。
十五週年發行正規七輯
7月24日，SM娛樂確定將於8月8日發表第七張正規專輯回歸，是自2017年發表第六張正規專輯《Holiday Night》後時隔五年回歸樂壇。官方公布正規七輯為FOREVER 1 ，專輯共收錄10首歌曲，於8月5日公開正規七輯的音源及MV。
粉絲見面會：Long Lasting Love
9月3日，為慶祝出道15週年於首爾奧林匹克體操競技場舉行粉絲見面會，除了現場觀看外，亦能線上觀看。相隔7年再在體操競技場與粉絲見面，她們對能在同一場地跟粉絲相聚感到高興，並承諾會在不久的將來再次合體跟大家見面。

### 2023年
Sunny不與SM娛樂續約
2023年8月8日，Sunny在個人社群平台發佈離開SM娛樂聲明，隨後SM娛樂證實與Sunny的專屬合約結束但仍為組合成員。

## 成員
- 名字粗體字為隊長。

| 成員列表   | 成員列表 | 成員列表 | 成員列表 | 成員列表 | 成員列表        | 成員列表                                  | 成員列表 | 成員列表 | 成員列表 |
| 藝名       | 藝名     | 藝名     | 本名     | 本名     | 本名            | 出生日期及地點                            | 國籍     | 子團     | 子團     |
| 中文       | 韩文     | 英文     | 漢字     | 韩文     | 羅馬拼音 / 英文 | 出生日期及地點                            | 國籍     | TTS      | Oh! GG   |
| ---------- | -------- | -------- | -------- | -------- | --------------- | ----------------------------------------- | -------- | -------- | -------- |
| 太妍       |          |          | 金太軟   |          | [ 95 ]          | 1989年3月9日 · 全羅北道全州市完山區平和洞 |          |          |          |
|            |          |          | 李純揆   |          | [ 96 ]          | 1989年5月15日 · 美国加利福尼亞州橙市      | 美国     |          |          |
| [ 95 ]     |          |          | 李純揆   |          |                 | 1989年5月15日 · 美国加利福尼亞州橙市      | 美国     |          |          |
|            |          |          | 黃美永   |          | [ 95 ] [ 98 ]   | 1989年8月1日 · 美国加利福尼亞州舊金山     | 美国     |          |          |
|            |          |          | 黃美永   |          |                 | 1989年8月1日 · 美国加利福尼亞州舊金山     | 美国     |          |          |
| 孝淵       |          |          | 金孝淵   |          | [ 95 ]          | 1989年9月22日 · 仁川廣域市南洞區九月洞    |          |          |          |
| 俞利       |          |          | 權俞利   |          | [ 95 ]          | 1989年12月5日 · 京畿道高陽市              |          |          |          |
| 秀英       |          |          | 崔秀榮   |          | [ 95 ]          | 1990年2月10日 · 首爾特別市江南區清潭洞    |          |          |          |
| 潤娥       |          |          | 林潤妸   |          | [ 95 ] [ 99 ]   | 1990年5月30日 · 首爾特別市永登浦區大林洞  |          | · 队长   |          |
| 徐玄       |          |          | 徐朱玄   |          | [ 95 ]          | 1991年6月28日 · 首爾特別市衿川區禿山洞    | · 队长   |          |          |
| 已離開成員 |          |          |          |          |                 |                                           |          |          |          |
| 潔         |          |          | 鄭秀妍   |          | [ 95 ] [ 註 8 ] | 1989年4月18日 · 美国加利福尼亞州舊金山    | 美国     |          |          |
| 潔         | [ 100 ]  |          | 鄭秀妍   |          |                 | 1989年4月18日 · 美国加利福尼亞州舊金山    | 美国     |          |          |

## 子團
少女時代-太蒂徐
2012年4月19日宣佈成立，由太妍、蒂芬妮和徐玄組成，隊長由徐玄擔任，於4月30日以迷你專輯《TWINKLE》出道。
少女時代-Oh! GG
2018年8月27日宣佈成立，由太妍、珊妮、孝淵、俞利和潤娥五位成員組成，隊長由潤娥擔任。同年9月5日以單曲專輯《Lil' Touch》出道。

## 影響與貢獻
從2007年出道至今，少女時代在韓國文化和音樂上已經成為一個顯赫的人物，不少音樂評論家更指出少女時代是韓國文化的代表人物。因其對韓國文化的貢獻，少女時代被公認為在推動韓流中扮演重要角色，亦與另一位K-Pop歌手徐太志比較。少女時代的顯赫聲望令她們獲得「國民歌手（국민가수）」和「國民女團」的稱號。隨著韓國元祖女團S.E.S.和 Fin.K.L於2002年解散，大量男子偶像團體，如東方神起 和 Super Junior等等，湧入韓國音樂市場。直至少女時代出道，憑藉歌曲〈閃亮新世界〉和 〈Kissing You〉引起廣泛注意，獲認為把市場焦點重移至女團。2011年，少女時代獲 Tyler Brûlé 選為韓國文化最觸目標誌第七位，是名單上唯一代表音樂的人物。少女時代的時裝常被形容為「別緻」和「成熟」，風靡亞洲，深受少女歡迎，認為組合是「潮流標記」。在日本的教科書中，少女時代更是K-Pop部份的要點。

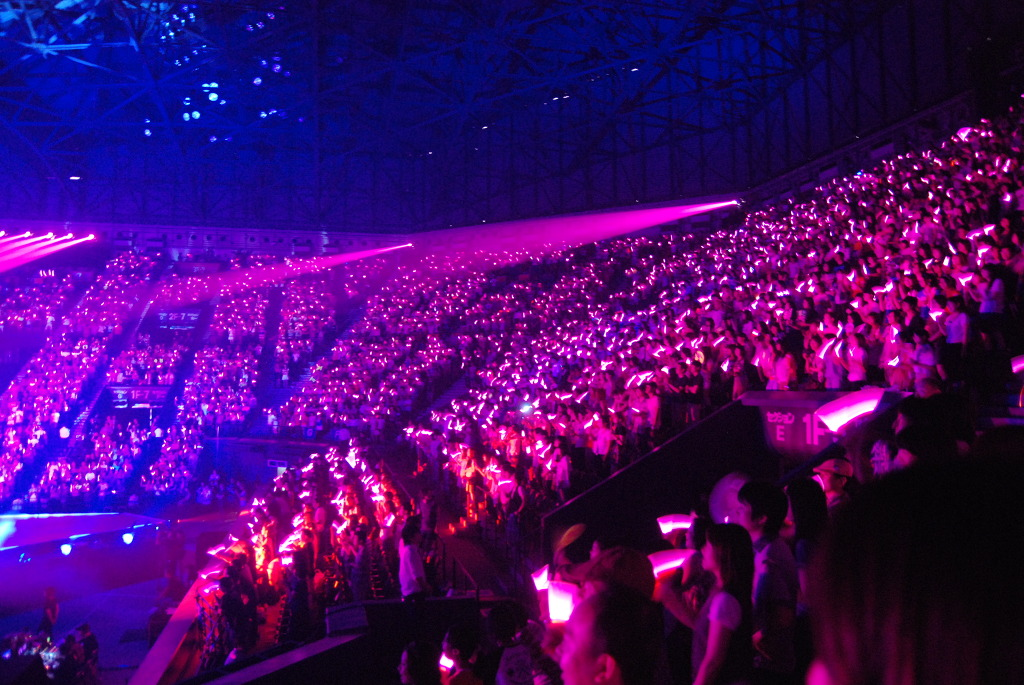
少女時代多年來不斷累積更多樂迷

少女時代於2009年憑藉〈Gee〉一炮而紅，其單曲被認為是「十年度單曲」（Single of the Decade），亦打破了KBS《音樂銀行》連續多週一位記錄。其單曲被認為是首張獲國際青睞的單曲，有美國哈佛大學的學生為此曲標誌其學習韓國文化的入門曲，亦有許多人表演其知名的舞步。少女時代的知名度亦引申至收入，她們是韓國最炙手可熱的廣告代言人。少女時代從唱歌、外貌和潮流觸角等多方面的正面評價，市場界人士普遍認為她們是最能影響消費者的名人。2011年，少女時代在日本製造了5千7百萬美金的銷售總額，其後於韓國創造額外的8千8百56萬美金的銷售總額。2010年9月，日本商業雜誌Nikkei Business認為少女時代在國際上的成功媲美三星電子。美國產業政策研究院亦認為少女時代是南韓的超級組合。
少女時代在韓國本土受到廣泛歡迎，獲稱為國內最權威及最具影響力的人物。Sisa Journal分別於2011及2012年選出組合為國內最具影響力的藝人，是史上第一次有女子團體上榜。BBC的 Asia Today 於2011年把少女時代選為「韓國強勢領袖50位」中的第45位，是榜上唯一的偶像組合。富士比雜誌於2011年亦表示少女時代是韓國該年最強勢的藝人。
少女時代於5年內奪得韓國多個主要音樂獎項，包括5個演藝大賞。2009年，同一節目憑《Gee》獲得數位媒體大賞。2010年，憑《Oh!》獲得金唱片獎大賞。2011年，憑《The Boys》再次獲得數位媒體大賞。少女時代是韓國銷量最佳的藝人之一，出道不足5年，已經售出超過3千萬張單曲及4百4十萬張專輯。2011年的專輯《The Boys》在Gaon Chart創下正規專輯最佳銷售記錄。其實少女時代發行六張韓語專輯，每次皆售出10萬逾張，是六年以來，韓語音樂市場首次有女子團體能有此成績。團體的成功不限於韓國，其日本出道專輯《Girls' Generation》獲日本唱片協會認證為「百萬專輯」，以表有一百萬張專輯出貨至日本，是日本Oricon公信榜有史以來銷售量最高的韓國組合。少女時代亦是韓國傳奇歌手李仙姬最喜歡的女子團體。首張精選專輯《The BEST》創下了除日本外的亞洲女子組合中獲得Oricon公信榜專輯週榜史上最多冠軍的新紀錄。

## 風格特色

### 音樂路線
少女時代剛出道時，音樂風格主要為Bubble Gum Pop和Teen Pop。〈Gee〉和〈Oh!〉的單曲皆屬於Bubble Gum Pop和Teen Pop的類別，同時融入舞曲的元素。2009年，隨著發行《說出你願望》，曲風開始轉趨電子音樂。組合於日本以《GIRLS' GENERATION》出道時仍承襲此種曲風，更具電子音樂的風格。其後的兩張日語專輯及单曲《PAPARAZZI》和 《FLOWER POWER》亦繼續採用。韓語專輯大量與製作人劉英振和Kenzie合作。歌詞方面，勇於表達女性平權，歌曲〈Hoot〉和〈The Boys〉可見一斑。首位參與創作組合作品的成員是俞利，於三輯《Hoot》時一起編寫R&B曲風的〈Mistake〉(내 잘못이죠) 。其後蒂芬妮和秀英於第三張韓語專輯《The Boys》時分別合作編寫〈The Boys〉和〈How Great is Your Love〉。四輯《I Got a Boy》揉合多種音樂元素，包括80s new wave、電子舞曲 和 現代R&B，而其單曲〈I Got a Boy〉是融入流行、復古和城市類型的電子舞曲，〈Romantic St.〉被Naver Music歸類為jazz和Swing music類別。美國告示牌雜誌形容〈FLOWER POWER〉為重和諧、Robo-pop Jam；〈I Got a Boy〉不停從 drum 'n' bass 和重電子流行樂跳換；〈GALAXY SUPERNOVA〉具有強勁的節拍背樂；而〈Do the Catwalk〉則擁有瑯瑯上口的吸引力。〈Mr.Mr.〉是一首R&B风格的舞曲，由音乐制作团队The Underdogs打造，是少女时代与The Underdogs的首次合作。

### 公眾形象
少女時代的應援口號為：「現在是少女時代！以後是少女時代！永遠是少女時代！ 」（韓語：지금은 소녀시대！앞으로도 소녀시대！영원히 소녀시대！）。官方粉絲名為「S♡NE」（소원，讀音似英文的So One，韓文意思為「願望」），應援色是玫瑰粉紅色。
在早期職業生涯中，少女時代以淡妝及清純羞澀的少女形象出道。2009年推出的首張迷你專輯《Gee》是少女時代的成名作品，透過單色襯衫和牛仔褲的配搭凸顯出組合的活力。向來以清純形象示人的少女時代，在第二張迷你專輯《說出你願望》中選挑選了成熟性感的形象，透過海軍陸戰隊服裝配搭熱褲加上獨特的Jegi-kicking dance(제기차기 춤)和Leg-beauty dance(각선미 춤)凸顯出成員的美腿特徵，更獲得「美腿組合」的評價。第二張正規專輯《Oh!》的啦啦隊概念使晉身為一線女團。。《Oh!》的專輯改版《Run Devil Run》，少女時代首次挑戰黑暗性感的形象並以「黑暗少時」為主題。繼《Oh!》與《Run Devil Run》獲得成功後，第三張迷你專輯《Hoot》以邦德女郎形象再次回歸。2011年，第三張正規專輯《The Boys》使用了「女強人」形象，成員選擇自己合適的服裝以強調自己品味。2013年，第四張正規專輯《I Got a Boy》採用嘻哈女孩形象回歸，成功塑造全新的少女時代。
在美國雜誌《紐約客》中，John Seabrook對少女時代的評論提到：「a group of preppy-looking young women in skinny trousers. When they wear hot pants, it's to display the gams, not the glutes.」（一隊看來像私校預科生的年輕女性們穿著緊身牛仔褲。當她們穿熱褲，是為了秀腿（優雅），不是露臀（不雅）。）。《紐約雜誌》表示少女時代在韓國流行音樂受歡迎程度的決定性因素並不是因為音樂本身，而是公眾喜歡她們的長相和個性以及散發出的謙遜和友好一面給每一個粉絲。英國音樂週刊《新音樂快遞》中Kevin Perry寫道：「Girls' Generation also have a massive nine members, which is indicative of the way the efficient K-pop machine can favour choreographed style over individual personalities.」（少女時代有足足九個人，足以證明在效率很高的韓式音樂比較偏於團體編舞，多於團員的個人特色）。

## 慈善公益
2010年2月4日聯同音樂網站 Lunchbox 的 "Music Dream" 計畫舉辦捐款活動。銷售總額的3%捐於韓國願望成真基金。
2011年4月27日發行的日語單曲《MR.TAXI》和《Run Devil Run》，其部份收入捐於日本紅十字會，用於協助2011年東日本大地震及海嘯的災民。組合亦曾經拍賣簽名手提包用以籌款。8月9日與同公司的f(x)和SHINee攜手協助非洲兒童。聯合國秘書長潘基文與組合一起參與由韓國紅十字會和聯合國兒童基金會韓國委員會安排的《幫助非洲兒童計畫》。8月11日在時任韓國總統夫人金潤玉女士帶領下，少女時代獲選為《2010－2012年韓國訪問年》觀光大使。計畫為韓國政府致力於2012年底前最少吸引1千萬外國旅客到訪韓國，希望藉著組合一時無兩的知名度打響頭炮。9月17日聯同Super Junior在KBS的Love Request節目特輯中亮相，邀請一位11歲有心臟問題的柬埔寨女孩和失明男孩前往韓國接受治療，亦探訪一位終身皆與其寡母居於酒店的韓國女孩。這兩隊組合亦參與其後的捐血活動。在85分鐘的放送中，籌得超過3千2百萬韓圜。同月27日，和韓國的WoongJin Coway公司於首爾市時代廣場舉辦「美麗拍賣」活動，協助遭受家庭暴力的女士。藉由拍賣廣告穿過的服飾做慈善籌款。
2012年3月7日，首爾市江南區宣佈委任少女時代為首爾市江南區宣傳大使。同年4月韓國失明防治協會宣佈組合將會成為《韓國失明防治》宣傳大使。8月17日，媒體報導少女時代把服飾捐給慈善團體用於籌款。同一星期，韓國郵政宣佈銷售組合官方郵票所得利潤將捐於慈善團體Merry Year。12月5日捐贈8公噸大米，估計援助66,400人。
2013年於"Star Donation"慈善活動捐出組合周邊商品及個人物品用以義賣，為Holt兒童服務中心籌得超過3百萬韓圜。

## 意外事件
2011年4月17日，在天使價值音樂節的表演過程中，一名男性觀眾擅自闖到舞台上，拉著太妍的手用力的想把她拉離舞台，成員Sunny嘗試阻止該名男性觀眾，但是未能成功。稍後，那位男性觀眾隨即被舞台上的主持人吳幀泰及現場安全人員壓制並且逮捕。
SM娛樂在稍後發表公開聲明，指出當時在舞台的每一個人都誤以為那位男性觀眾是現場的工作人員，少女時代的每位成員在這場騷動中都安然無恙沒有受傷，公司也要求她們暫時停止公開活動，要她們休息並放鬆來安撫情緒。
負責這場音樂節的售票單位「社會電子商業務Coupang」也發表道歉聲明，Coupang說明僅僅作出道歉是不夠的，會對這起事件負起全部責任，在這場音樂節裡所有買票進場的觀眾都可以持票根獲得全額退款。
2015年1月22日，太妍在第24屆首爾歌謠大賞表演結束後，因升降台突然下降而從舞台墜落，TTS為此提早離場。經醫院診斷後，SM娛樂表示太妍表示腰部筋肉有拉傷，接受過治療后已返回家中。主辦方則在官方網站上致歉。

## 音樂作品
| 韓國作品 正規專輯 少女時代／BABY BABY （2007年11月1日／2008年3月13日） Oh!／Run Devil Run （2010年1月28日／3月22日） The Boys／MR.TAXI （2011年10月19日／12月8日） I Got a Boy （2013年1月1日） Lion Heart （2015年8月19日） Holiday Night （2017年8月4日） FOREVER 1 (2022年8月5日） 迷你專輯 Gee （2009年1月7日） 說出你願望 (Genie) （2009年6月29日） Hoot （2010年10月27日） Mr.Mr. （2014年2月27日） 單曲 再次重逢的世界 （2007年8月3日） PARTY （2015年7月7日） 數位單曲 Catch Me If You Can （2015年4月10日） 那個夏天 （2016年8月5日） | 日本作品 正規專輯 GIRLS' GENERATION／～The Boys～ （2011年6月1日／12月28日） GIRLS' GENERATION Ⅱ ～Girls & Peace～ （2012年11月28日） LOVE & PEACE （2013年12月11日） 精選專輯 The Best （ 日语 ： THE BEST (少女時代のアルバム)） （2014年7月23日） 單曲 GENIE （2010年9月8日） Gee （2010年10月20日） MR.TAXI / Run Devil Run （2011年4月27日） PAPARAZZI （2012年6月27日） Oh! （2012年9月26日） FLOWER POWER （2012年11月21日） LOVE & GIRLS （2013年6月19日） GALAXY SUPERNOVA （2013年9月18日） Catch Me If You Can （2015年4月22日） |

### 全球作品

#### 單曲
1. THE BOYS （2012年3月28日）

## 影視作品
電視節目
- 2007: Mnet《少女上學去》
- 2007: YTN《少女時代大預感》
- 2007: SBS《MTV 少女時代》
- 2008: Mnet《少女時代的Factory Girl》
- 2009: KBS《少女時代 Hello Baby》
- 2010: Y-Star《現在是少女時代》
- 2011－2012: JTBC《少女時代和危險少年》
- 2015: OnStyle 《Channel 少女時代》
- 2018: 《少女森林》
- 2022: 《少時貪探》

電影
- 2012：I AM. - SM家族青春傳記電影
- 2012：SMTOWN Live in Tokyo Special Edition -3D-

## 書籍作品
- 2010: 《GIRLS' GENERATION FIRST PHOTO BOOK- 少女 (in Tokyo) 》[160]
- 2010: 《少女時代見聞錄》[161]
- 2011: 《All About Girls' Generation "Paradise in Phuket" Preview Photobook (First Press Limited Edition)》[162]
- 2011: 《日本第一本官方寫真書Holiday》[163]
- 2014: 《GIRLS' GENERATION In Las Vegas》[164]

## 巡迴演唱會
少女時代出道至今，已舉辦多場巡迴演唱會，所有巡迴演唱會的歌迷總動員總計1,016,184人次。

| 主要演唱會 - The 1st Asia Tour - Into The New World（2009－2010） - GIRLS' GENERATION TOUR（2011－2012） - World Tour -Girls & Peace-（2013－2014） - -PHANTASIA- WORLD TOUR（2015－2016） 日本演唱會 - JAPAN FIRST TOUR GIRLS' GENERATION（2011） - ~Girls & Peace~ Japan 2nd Tour（2013） - ~LOVE & PEACE~ Japan 3rd Tour（2014） - ‘THE BEST LIVE’ at TOKYO DOME（2014） | Fan Meeting - 少女時代1st官方Fan Meeting（2010） - Girls' Generation 1st U.S. Fan Meeting（2015） - 少女時代五週年Fan Meeting（2012） - Playing with GIRLS' GENERATION（2012） - GIRLS' GENERATION 1st FANS PARTY 「Mr.Mr.」（2014－2015） - SONE JAPAN Limited Party（2015） - GIRLS' GENERATION 10th Anniversary -Holiday to Remember-（2017） - 2022 Girls' Generation Special Event - Long Lasting Love（2022） |

## 獎項與榮譽

### 主要音樂節目榜單排名
| 主打歌曲成績 | 主打歌曲成績                                                                                      | 主打歌曲成績 | 主打歌曲成績           | 主打歌曲成績     | 主打歌曲成績                            | 主打歌曲成績                               | 主打歌曲成績            | 主打歌曲成績 | 主打歌曲成績                   |
| --- | ------------------------------------------------------------------------------------------------- | --- | ---------------------- | ---------------- | --------------------------------------- | ------------------------------------------ | ----------------------- | ------------ | ------------------------------ |
| 歌曲 | Mnet 《M Countdown》                                                                              | KBS2 《Music Bank》 | MBC 《Show! 音樂中心》 | SBS 《人氣歌謠》 | SBS MTV 《THE SHOW》                    | MBC MUSIC 《Show Champion》                | Mnet 《Music Triangle》 | 單曲獲冠次數 | 備註                           |
| 2007年 |                                                                                                   | |                        |                  |                                         |                                            |                         |              |                                |
| 再次重逢的世界 | 1                                                                                                 | 4 |                        | /                |                                         |                                            |                         | 1            | 出道                           |
| 少女時代 | (1)                                                                                               | 6 |                        | (1)              | 5                                       | 三台冠軍歌曲、KMTV Show Music Tank冠军歌曲 |                         |              |                                |
| 2008年 |                                                                                                   | |                        |                  |                                         |                                            |                         |              |                                |
| Kissing You | (1)                                                                                               | 1 |                        | (1)              |                                         |                                            |                         | 5            | 三台冠軍歌曲                   |
| Baby Baby | 1                                                                                                 | 16 |                        | 7                | 1                                       |                                            |                         |              |                                |
| 2009年 |                                                                                                   | |                        |                  |                                         |                                            |                         |              |                                |
| Gee | 2                                                                                                 | 【1】 |                        | [1]              |                                         |                                            |                         | 14           | 兩台冠軍歌曲                   |
| 說出你願望 (Genie) | ×                                                                                                 | 1 |                        | (1)              | 3                                       |                                            |                         |              | 兩台冠軍歌曲                   |
| 2010年 |                                                                                                   | |                        |                  |                                         |                                            |                         |              |                                |
| Oh! | ×                                                                                                 | <<1>> |                        | [1]              |                                         |                                            |                         | 10           | 兩台冠軍歌曲                   |
| Run Devil Run | ×                                                                                                 | (1) |                        | 1                | 3                                       |                                            |                         |              | 兩台冠軍歌曲                   |
| Hoot | [1]                                                                                               | 〈1〉 |                        | [1]              | 11                                      | 三台冠軍歌曲                               |                         |              |                                |
| 2011年 |                                                                                                   | |                        |                  |                                         |                                            |                         |              |                                |
| The Boys | [1]                                                                                               | 〔1〕 |                        | [1]              |                                         |                                            |                         | 12           | 三台冠軍歌曲                   |
| 2013年 |                                                                                                   | |                        |                  |                                         |                                            |                         |              |                                |
| Dancing Queen | /                                                                                                 | 3 |                        |                  |                                         |                                            | 2                       | /            |                                |
| I GOT A BOY | [1]                                                                                               | [1] | 1                      | 7                | 三台冠軍歌曲, KM Music Triangle冠军歌曲 |                                            |                         |              |                                |
| 2014年 |                                                                                                   | |                        |                  |                                         |                                            |                         |              |                                |
| Mr.Mr. | (1)                                                                                               | 1 | (1)                    | (1)              |                                         | (1)                                        | /                       | 9            | 五台冠軍歌曲                   |
| Goodbye | /                                                                                                 | 10 | /                      | 8                | /                                       | /                                          | /                       |              |                                |
| 2015年 |                                                                                                   | |                        |                  |                                         |                                            |                         |              |                                |
| Catch Me If You Can | /                                                                                                 | 19 | 7                      | 4                | /                                       | 13                                         | /                       | /            |                                |
| Party | 1                                                                                                 | 1 | 1                      | (1)              | 1                                       | 1                                          | /                       | 7            | 六台冠軍歌曲                   |
| Check | /                                                                                                 | 22 | /                      | 15               | /                                       | /                                          | /                       | /            |                                |
| Lion Heart | [1]                                                                                               | {1} | (1)                    | [1]              | 1                                       | 1                                          | /                       | 14           | 六台冠軍歌曲                   |
| You Think | /                                                                                                 | / | /                      | 5                | /                                       | /                                          | /                       | /            |                                |
| 2016年 |                                                                                                   | |                        |                  |                                         |                                            |                         |              |                                |
| 那年夏天 | /                                                                                                 | 9 |                        | 4                | /                                       | 13                                         | /                       | /            | 純推出單曲，沒有打歌宣傳       |
| 2017年 |                                                                                                   | |                        |                  |                                         |                                            |                         |              |                                |
| All Night | /                                                                                                 | 24 | /                      | 22               | /                                       | /                                          | /                       | /            | 出道十周年纪念专辑，仅打歌一周 |
| Holiday | 4                                                                                                 | 4 | 4                      | 5                | /                                       | 4                                          | /                       | /            | 出道十周年纪念专辑，仅打歌一周 |
| 2022年 |                                                                                                   | |                        |                  |                                         |                                            |                         |              |                                |
| FOREVER 1 | 2                                                                                                 | 2 | 4                      | 2                | /                                       | 3                                          | /                       | /            | 出道十五周年紀念專輯           |
| \| - 「/」表示未有相關資料 - 「(1)」：兩星期冠軍 - 「[1]」：三星期冠軍 - 「{1}」：四星期冠軍 \| - 「〈1〉」：五星期冠軍 - 「〔1〕」：六星期冠軍 - 「<<1>>」：七星期冠軍 - 「【1】」：十一星期冠軍 \| - 「*」：打榜中 - 「 」：該段時期未有設立排行榜 - 「×」：SM娛樂與Mnet關係破裂，拒絕旗下藝人參與表演 - 「Take 7」：《人氣歌謠》排名候選曲，未能獲得一位 \| |                                                                                                   | |                        |                  |                                         |                                            |                         |              |                                |
| - 「/」表示未有相關資料 - 「(1)」：兩星期冠軍 - 「[1]」：三星期冠軍 - 「{1}」：四星期冠軍 | - 「〈1〉」：五星期冠軍 - 「〔1〕」：六星期冠軍 - 「<<1>>」：七星期冠軍 - 「【1】」：十一星期冠軍 | - 「*」：打榜中 - 「 」：該段時期未有設立排行榜 - 「×」：SM娛樂與Mnet關係破裂，拒絕旗下藝人參與表演 - 「Take 7」：《人氣歌謠》排名候選曲，未能獲得一位 |                        |                  |                                         |                                            |                         |              |                                |

| 各台冠軍歌曲獎座統計                                          | 各台冠軍歌曲獎座統計 | 各台冠軍歌曲獎座統計 | 各台冠軍歌曲獎座統計 | 各台冠軍歌曲獎座統計 | 各台冠軍歌曲獎座統計 | 各台冠軍歌曲獎座統計 |
| Mnet                                                          | KBS                  | MBC                  | SBS                  | SBS MTV              | MBC Music            | KMTV                 |
| ------------------------------------------------------------- | -------------------- | -------------------- | -------------------- | -------------------- | -------------------- | -------------------- |
| 22                                                            | 42                   | 5                    | 26                   | 2                    | 4                    | 1                    |
| 一位總數：102 三台冠軍歌曲：5 五台冠軍歌曲：1 六台冠軍歌曲：2 |                      |                      |                      |                      |                      |                      |